# Ironman Tulsa
Der Ironman Tulsa ist ein von 2021 bis 2023 ausgetragener Triathlon in Tulsa (Oklahoma) über die Ironman-Distanz (3,86 km Schwimmen, 180,2 km Radfahren und 42,195 km Laufen).

## Organisation
Der „Ironman North American Championship Tulsa“ ist Teil der Ironman-Weltserie der World Triathlon Corporation (WTC), einem Tochterunternehmen des US-amerikanischen Medienunternehmens Advance Publications. Tulsa die zweitgrößte Stadt im US-Bundesstaat Oklahoma. 

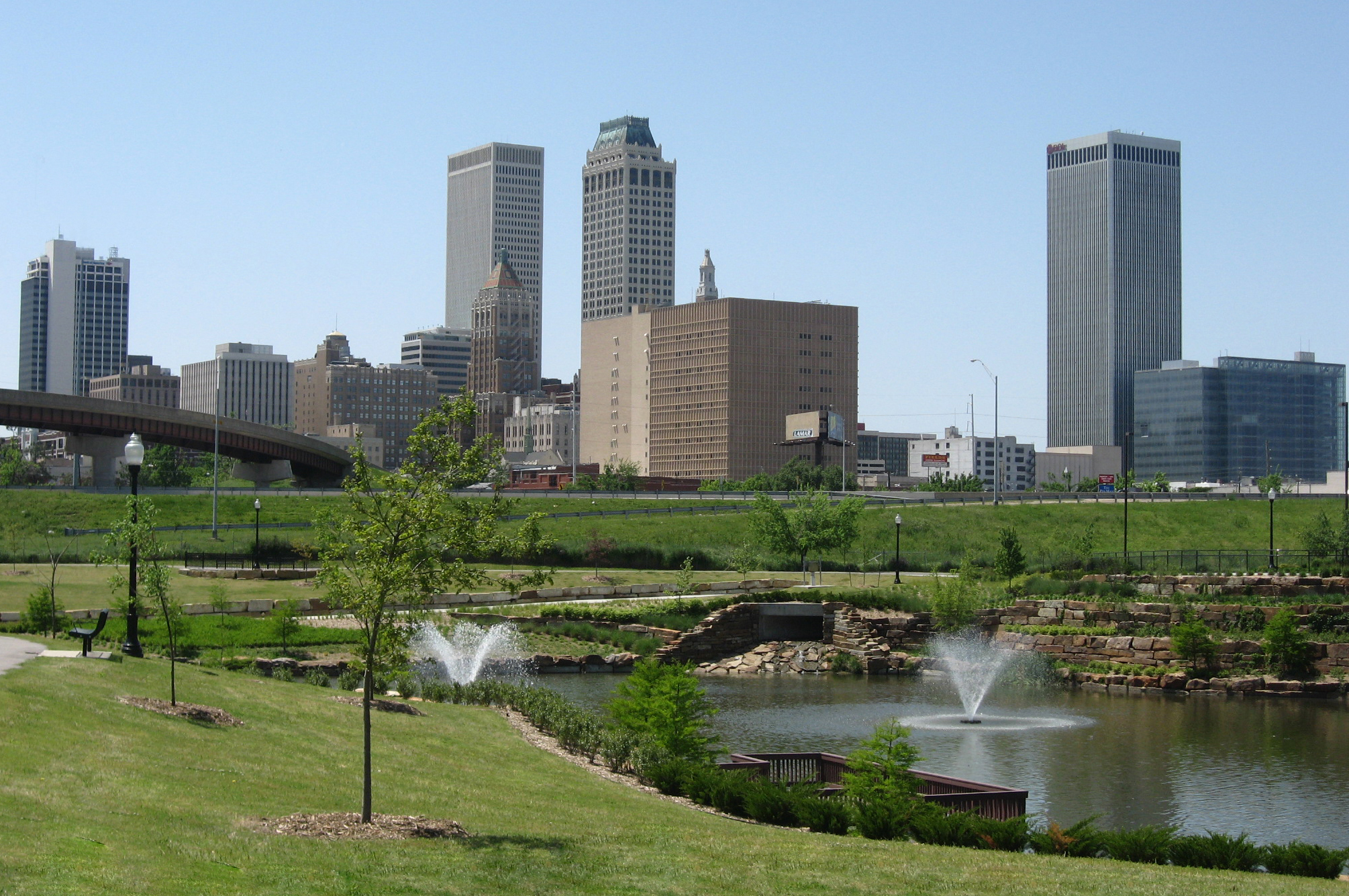
Skyline von Tulsa (2008)

Es werden hier die North American Championships ausgetragen. Starter haben in Tulsa die Möglichkeit, sich für den Erwerb eines Startplatzes beim Ironman Hawaii zu qualifizieren, wozu 75 Qualifikationsplätze zur Verfügung stehen. Profi-Triathleten, die hier um die 40.000 US-Dollar Preisgeld kämpfen, können sich für den mit insgesamt 650.000 US-Dollar ausgeschriebenen Wettkampf in Hawaii über das Kona Pro Ranking System (KPR) qualifizieren. 
In Tulsa erhalten Sieger und Siegerin je 2000 Punkte, weitere Platzierte eine entsprechend reduzierte Punktzahl.

Zum Vergleich: Der Sieger auf Hawaii erhält 8000 Punkte, die Sieger in Frankfurt, Texas, Florianópolis, Cairns und Port Elizabeth jeweils 4000, bei den übrigen Ironman-Rennen entweder 1000 oder 2000 Punkte.
Eine ursprünglich für den 31. Mai 2020 geplante Erstaustragung musste im Rahmen der COVID-19-Pandemie abgesagt werden. Die Erstaustragung war hier am 23. Mai 2021.

### Streckenverlauf
- Das Schwimmen startet in Oklahoma im Keystone Lake im Hafen von Mannford und das Rennen beginnt mit einem rollenden Startformat.
- Die Raddistanz verlässt den Keystone Lake und führt durch die Gebiete rund um Tulsa, einschließlich Teilen von Osage, Creek und Tulsa County. Weiter führt die Strecke durch das „grüne Land“ im Nordosten von Oklahoma.
- Die Laufstrecke über die Marathondistanz ist flach und verläuft entlang des Arkansas River.

## Siegerliste
| N ° | Datum/Jahr   | Männer             | Männer         | Männer           | Frauen               | Frauen               | Frauen          |
| N ° | Datum/Jahr   | Erster Platz       | Zweiter Platz  | Dritter Platz    | Erster Platz         | Zweiter Platz        | Dritter Platz   |
| --- | ------------ | ------------------ | -------------- | ---------------- | -------------------- | -------------------- | --------------- |
| 3   | 21. Mai 2023 | Clay Emge          | Ross Harper    | Mark Villwock    | Jessica Jones Lasley | Christine Warren     | Christina Lauer |
| 2   | 22. Mai 2022 | Sam Carr           | Diego Blanton  | Art Chasovskykh  | Maggie Rusch         | Jessica Jones Lasley | Annabel Irwin   |
| 1   | 23. Mai 2021 | Patrick Lange (SR) | Jan van Berkel | Daniel Bækkegård | Daniela Ryf (SR)     | Katrina Matthews     | Skye Moench     |

(SR: Streckenrekord)